# Negarnaviricota
Negarnaviricota è un phylum di virus, facente parte del regno Orthornavirae, del dominio Riboviria. Questo phylum include tutti i virus a RNA a singolo filamento negativo, ossia quelli appartenenti al gruppo V della classificazione di Baltimore, tranne il deltavirus responsabile dell'epatite D.

## Tassonomia
Il phylum dei negarnaviricota, il cui nome deriva dall'unione di "nega-", che sta per "negativo", "-rna-", ossia l'acronimo dell'acido ribonucleico, e "-viricota", il suffisso deciso per i phyla dei virus, include due subphyla, quello degli Haploviricotina e quello dei Polyploviricotina, contenenti le classi e gli ordini elencati di seguito:
- Subphylum Haploviricotina
  - Classe Chunqiuviricetes
    - Ordine Muvirales

  - Classe Milneviricetes
    - Ordine Serpentovirales

  - Classe Monjiviricetes
    - Ordine Jingchuvirales
    - Ordine Mononegavirales

  - Classe Yunchangviricetes
    - Ordine Goujianvirales
- Subphylum Polyploviricotina
  - Classe Ellioviricetes
    - Ordine Bunyavirales

  - Classe Insthoviricetes
    - Ordine Articulavirales